# Brändön Staffansvägen
Brändön Staffansvägen är en bebyggelse väster om Brändön i Luleå kommun. Vid SCB:s avgränsning 2020 klassades bebyggelsen som en småort.